# Elezioni comunali in Campania del 2002
Le elezioni comunali in Campania del 2002 si tennero il 26 e il 27 maggio, con ballottaggio il 9 e 10 giugno.

## Napoli

### Bacoli
| Candidati                          | Candidati                   | Voti                        | %     | Liste                                | Voti   | %     | Seggi |
| ---------------------------------- | --------------------------- | --------------------------- | ----- | ------------------------------------ | ------ | ----- | ----- |
|                                    | Antonio Coppola ✔️ Sindaco  | 10.224                      | 61,35 | Forza Italia                         | 5.221  | 32,33 | 8     |
| Alleanza Nazionale                 | Antonio Coppola ✔️ Sindaco  | 10.224                      | 61,35 | 1.831                                | 11,34  | 3     |       |
| Unione di Centro                   | Antonio Coppola ✔️ Sindaco  | 10.224                      | 61,35 | 1.759                                | 10,89  | 2     |       |
| Nuovo Psi                          | Antonio Coppola ✔️ Sindaco  | 10.224                      | 61,35 | 966                                  | 5,98   | 1     |       |
| Partito Repubblicano Italiano      | Antonio Coppola ✔️ Sindaco  | 10.224                      | 61,35 | 241                                  | 1,49   | -     |       |
| Movimento Sociale Fiamma Tricolore | Antonio Coppola ✔️ Sindaco  | 10.224                      | 61,35 | 189                                  | 1,17   | -     |       |
|                                    | Michele Castaldo            | 5.611                       | 33,67 | Democratici di Sinistra              | 2.318  | 14,35 | 3     |
| La Margherita                      | Michele Castaldo            | 5.611                       | 33,67 | 1.477                                | 9,15   | 2     |       |
| Federazione dei Verdi              | Michele Castaldo            | 5.611                       | 33,67 | 589                                  | 3,65   | -     |       |
| Socialisti Democratici Italiani    | Michele Castaldo            | 5.611                       | 33,67 | 504                                  | 3,12   | -     |       |
| Comunisti Italiani                 | Michele Castaldo            | 5.611                       | 33,67 | 148                                  | 0,92   | -     |       |
| Seggio al candidato sindaco        | Seggio al candidato sindaco | Seggio al candidato sindaco | 33,67 | 1                                    |        |       |       |
|                                    | Michele Perotti             | 538                         | 3,23  | Partito della Rifondazione Comunista | 543    | 3,36  | -     |
|                                    | Geremia Moriello Schiano    | 293                         | 1,76  | Udeur                                | 363    | 2,25  | -     |
| Totale                             | Totale                      | 16.149                      | 100   |                                      | 16.666 | 100   | 20    |

### Boscoreale
| Candidati                            | Candidati                     | Voti                        | %      | Liste         | Voti   | %      | Seggi |
| ------------------------------------ | ----------------------------- | --------------------------- | ------ | ------------- | ------ | ------ | ----- |
|                                      | Vincenzo Cavaliere ✔️ Sindaco | 8.566                       | 50,50  | La Margherita | 3.783  | 22,91  | 6     |
| Margherita è                         | Vincenzo Cavaliere ✔️ Sindaco | 8.566                       | 50,50  | 1.217         | 7,37   | 2      |       |
| Lista Lello di Falco                 | Vincenzo Cavaliere ✔️ Sindaco | 8.566                       | 50,50  | 1.116         | 6,76   | 1      |       |
| Democratici di Sinistra              | Vincenzo Cavaliere ✔️ Sindaco | 8.566                       | 50,50  | 885           | 5,36   | 1      |       |
| La Marg.                             | Vincenzo Cavaliere ✔️ Sindaco | 8.566                       | 50,50  | 612           | 3,71   | 1      |       |
| Riformisti Laici e Cattolici         | Vincenzo Cavaliere ✔️ Sindaco | 8.566                       | 50,50  | 580           | 3,51   | 1      |       |
| Partito della Rifondazione Comunista | Vincenzo Cavaliere ✔️ Sindaco | 8.566                       | 50,50  | 482           | 2,92   | -      |       |
|                                      | Giuseppe Balzano              | 8.396                       | 49,50  | Forza Italia  | 3.574  | 21,64  | 4     |
| Alleanza Nazionale                   | Giuseppe Balzano              | 8.396                       | 49,50  | 1.616         | 9,79   | 2      |       |
| Unione di Centro                     | Giuseppe Balzano              | 8.396                       | 49,50  | 1.441         | 8,73   | 1      |       |
| Insieme per Boscoreale               | Giuseppe Balzano              | 8.396                       | 49,50  | 753           | 4,56   | -      |       |
| Nuovo PSI                            | Giuseppe Balzano              | 8.396                       | 49,50  | 456           | 2,76   | -      |       |
| Seggio al candidato sindaco          | Seggio al candidato sindaco   | Seggio al candidato sindaco | 49,50  | 1             |        |        |       |
| Totale                               | Totale                        | 16.515                      | 100,00 |               | 16.962 | 100,00 | 20    |

### Cardito
| Candidati                       | Candidati                   | Voti                        | %      | Liste                                | Voti   | %      | Seggi |
| ------------------------------- | --------------------------- | --------------------------- | ------ | ------------------------------------ | ------ | ------ | ----- |
|                                 | Giuseppe Barra ✔️ Sindaco   | 8.342                       | 62,46  | Cardito È                            | 2.984  | 22,89  | 6     |
| Socialisti Democratici Italiani | Giuseppe Barra ✔️ Sindaco   | 8.342                       | 62,46  | 1.734                                | 13,30  | 3      |       |
| Udeur                           | Giuseppe Barra ✔️ Sindaco   | 8.342                       | 62,46  | 1.128                                | 8,65   | 2      |       |
| Proposte Politiche              | Giuseppe Barra ✔️ Sindaco   | 8.342                       | 62,46  | 988                                  | 7,58   | 2      |       |
| La Margherita                   | Giuseppe Barra ✔️ Sindaco   | 8.342                       | 62,46  | 974                                  | 7,47   | 1      |       |
| Democratici di Sinistra         | Giuseppe Barra ✔️ Sindaco   | 8.342                       | 62,46  | 962                                  | 7,38   | 1      |       |
| Movimento Ecologista            | Giuseppe Barra ✔️ Sindaco   | 8.342                       | 62,46  | 733                                  | 5,62   | 1      |       |
| Federazione dei Verdi           | Giuseppe Barra ✔️ Sindaco   | 8.342                       | 62,46  | 347                                  | 2,66   | -      |       |
|                                 | Rocco di Nardo              | 2.469                       | 18,49  | Alleanza Nazionale                   | 799    | 6,13   | 1     |
| Democrazia Cristiana            | Rocco di Nardo              | 2.469                       | 18,49  | 446                                  | 3,42   | 1      |       |
| Unione di Centro                | Rocco di Nardo              | 2.469                       | 18,49  | 303                                  | 2,32   | -      |       |
| Nuovo PSI                       | Rocco di Nardo              | 2.469                       | 18,49  | 266                                  | 2,04   | -      |       |
| Seggio al candidato sindaco     | Seggio al candidato sindaco | Seggio al candidato sindaco | 18,49  | 1                                    |        |        |       |
|                                 | Gennaro Raucci              | 1.306                       | 9,78   | Forza Italia                         | 877    | 6,73   | -     |
| Seggio al candidato sindaco     | Seggio al candidato sindaco | Seggio al candidato sindaco | 9,78   | 1                                    |        |        |       |
|                                 | Almerindo Santucci          | 1.238                       | 9,27   | Partito della Rifondazione Comunista | 497    | 3,81   | -     |
| Totale                          | Totale                      | 13.038                      | 100,00 |                                      | 16.355 | 100,00 | 20    |

### Casavatore
| Candidati                            | Candidati                   | Voti                        | %      | Liste                         | Voti   | %      | Seggi |
| ------------------------------------ | --------------------------- | --------------------------- | ------ | ----------------------------- | ------ | ------ | ----- |
|                                      | Pasquale Sollo ✔️ Sindaco   | 6.859                       | 59,03  | La Margherita                 | 2.047  | 18,51  | 5     |
| Democratici di Sinistra              | Pasquale Sollo ✔️ Sindaco   | 6.859                       | 59,03  | 1.902                         | 17,20  | 5      |       |
| Udeur                                | Pasquale Sollo ✔️ Sindaco   | 6.859                       | 59,03  | 753                           | 6,81   | 1      |       |
| Partito della Rifondazione Comunista | Pasquale Sollo ✔️ Sindaco   | 6.859                       | 59,03  | 737                           | 6,66   | 1      |       |
| Socialisti Democratici Italiani      | Pasquale Sollo ✔️ Sindaco   | 6.859                       | 59,03  | 712                           | 6,44   | 1      |       |
| Italia dei Valori                    | Pasquale Sollo ✔️ Sindaco   | 6.859                       | 59,03  | 331                           | 2,99   | -      |       |
| Movimento È                          | Pasquale Sollo ✔️ Sindaco   | 6.859                       | 59,03  | 215                           | 1,94   | -      |       |
| Federazione dei Verdi                | Pasquale Sollo ✔️ Sindaco   | 6.859                       | 59,03  | 123                           | 1,11   | -      |       |
|                                      | Angelo Marino               | 3.495                       | 30,08  | Forza Italia                  | 1.044  | 9,44   | 2     |
| Alleanza Nazionale                   | Angelo Marino               | 3.495                       | 30,08  | 804                           | 7,27   | 1      |       |
| Unione di Centro                     | Angelo Marino               | 3.495                       | 30,08  | 589                           | 5,33   | 1      |       |
| Partito Repubblicano Italiano        | Angelo Marino               | 3.495                       | 30,08  | 506                           | 4,58   | -      |       |
| Nuovo PSI                            | Angelo Marino               | 3.495                       | 30,08  | 184                           | 1,66   | -      |       |
| Seggio al candidato sindaco          | Seggio al candidato sindaco | Seggio al candidato sindaco | 30,08  | 1                             |        |        |       |
|                                      | Mauro Orefice               | 1.265                       | 10,89  | Lista civica di centro-destra | 395    | 3,57   | 1     |
| Mauro Orefice Sindaco                | Mauro Orefice               | 1.265                       | 10,89  | 320                           | 2,89   | -      |       |
| Lista Donne                          | Mauro Orefice               | 1.265                       | 10,89  | 237                           | 2,14   | -      |       |
| Alleanza Casavatoresi                | Mauro Orefice               | 1.265                       | 10,89  | 161                           | 1,46   | -      |       |
| Seggio al candidato sindaco          | Seggio al candidato sindaco | Seggio al candidato sindaco | 10,89  | 1                             |        |        |       |
| Totale                               | Totale                      | 11.060                      | 100,00 |                               | 11.619 | 100,00 | 20    |

### Castellammare di Stabia
| Candidati                               | Candidati                                | Voti                        | %      | Liste                       | Voti   | %      | Seggi |
| --------------------------------------- | ---------------------------------------- | --------------------------- | ------ | --------------------------- | ------ | ------ | ----- |
|                                         | Ersilia Salvato Accede al ballottaggio   | 19.200                      | 44,25  | Democratici di Sinistra     | 5.899  | 14,11  | 6     |
| La Margherita                           | Ersilia Salvato Accede al ballottaggio   | 19.200                      | 44,25  | 3.430                       | 8,21   | 3      |       |
| Udeur                                   | Ersilia Salvato Accede al ballottaggio   | 19.200                      | 44,25  | 2.791                       | 6,68   | 3      |       |
| Socialisti Democratici Italiani         | Ersilia Salvato Accede al ballottaggio   | 19.200                      | 44,25  | 2.780                       | 6,65   | 3      |       |
| Federazione dei Verdi-Italia dei Valori | Ersilia Salvato Accede al ballottaggio   | 19.200                      | 44,25  | 1.255                       | 3,00   | 1      |       |
| Partito della Rifondazione Comunista    | Ersilia Salvato Accede al ballottaggio   | 19.200                      | 44,25  | 1.049                       | 2,51   | 1      |       |
| Castellammare È                         | Ersilia Salvato Accede al ballottaggio   | 19.200                      | 44,25  | 891                         | 2,13   | -      |       |
| Comunisti Italiani                      | Ersilia Salvato Accede al ballottaggio   | 19.200                      | 44,25  | 644                         | 1,54   | -      |       |
|                                         | Antonio Bonifacio Accede al ballottaggio | 18.388                      | 42,38  | Forza Italia                | 4.436  | 10,61  | 3     |
| Comitato Democratici Cattolici          | Antonio Bonifacio Accede al ballottaggio | 18.388                      | 42,38  | 3.875                       | 9,27   | 2      |       |
| Popolari per Bonifacio                  | Antonio Bonifacio Accede al ballottaggio | 18.388                      | 42,38  | 3.062                       | 7,33   | 2      |       |
| Alleanza Nazionale                      | Antonio Bonifacio Accede al ballottaggio | 18.388                      | 42,38  | 2.324                       | 5,56   | 1      |       |
| Stabia, Ambiente e Società              | Antonio Bonifacio Accede al ballottaggio | 18.388                      | 42,38  | 1.819                       | 4,35   | 1      |       |
| Cento per Stabia                        | Antonio Bonifacio Accede al ballottaggio | 18.388                      | 42,38  | 1.745                       | 4,17   | 1      |       |
| Partito Repubblicano Italiano           | Antonio Bonifacio Accede al ballottaggio | 18.388                      | 42,38  | 1.125                       | 2,69   | -      |       |
| Seggio al candidato sindaco             | Seggio al candidato sindaco              | Seggio al candidato sindaco | 42,38  | 1                           |        |        |       |
|                                         | Rosario Capuano                          | 2.086                       | 4,81   | Uniti per Stabia            | 2.041  | 4,88   | -     |
| Seggio al candidato sindaco             | Seggio al candidato sindaco              | Seggio al candidato sindaco | 4,81   | 1                           |        |        |       |
|                                         | Massimo De Angelis                       | 1.875                       | 4,32   | Movimento Popolare Stabiese | 1.322  | 3,16   | -     |
|                                         | Antonio Scala                            | 1.707                       | 3,93   | Presenza e Impegno          | 1.211  | 2,90   | -     |
|                                         | Milena Ferrari                           | 130                         | 0,30   | Donne di Stabia             | 102    | 0,24   | -     |
| Totale                                  | Totale                                   | 41.801                      | 100,00 |                             | 43.386 | 100,00 | 30    |

### Cercola
| Candidati                            | Candidati                              | Voti                        | %      | Liste                   | Voti   | %      | Seggi |
| ------------------------------------ | -------------------------------------- | --------------------------- | ------ | ----------------------- | ------ | ------ | ----- |
|                                      | Giuseppe Gallo Accede al ballottaggio  | 3.594                       | 33,04  | Uniti per Gallo         | 1.257  | 12,35  | 5     |
| Partito della Rifondazione Comunista | Giuseppe Gallo Accede al ballottaggio  | 3.594                       | 33,04  | 611                     | 6,00   | 2      |       |
| Giovani per…                         | Giuseppe Gallo Accede al ballottaggio  | 3.594                       | 33,04  | 505                     | 4,96   | 2      |       |
| Federazione dei Verdi                | Giuseppe Gallo Accede al ballottaggio  | 3.594                       | 33,04  | 430                     | 4,23   | 1      |       |
| Cercola È                            | Giuseppe Gallo Accede al ballottaggio  | 3.594                       | 33,04  | 409                     | 4,02   | 1      |       |
| Orizzonti di Sinistra                | Giuseppe Gallo Accede al ballottaggio  | 3.594                       | 33,04  | 305                     | 3,00   | 1      |       |
|                                      | Vincenzo Barone Accede al ballottaggio | 3.101                       | 28,51  | Forza Italia            | 1.927  | 18,94  | 3     |
| Unione di Centro                     | Vincenzo Barone Accede al ballottaggio | 3.101                       | 28,51  | 3.875                   | 6,15   | -      |       |
| Alleanza Nazionale                   | Vincenzo Barone Accede al ballottaggio | 3.101                       | 28,51  | 575                     | 5,65   | -      |       |
| Nuovo Psi                            | Vincenzo Barone Accede al ballottaggio | 3.101                       | 28,51  | 43                      | 0,42   | -      |       |
| Seggio al candidato sindaco          | Seggio al candidato sindaco            | Seggio al candidato sindaco | 28,51  | 1                       |        |        |       |
|                                      | Luigi Di Dato                          | 2.718                       | 24,99  | Democratici di Sinistra | 1.354  | 13,31  | 1     |
| Socialisti Democratici Italiani      | Luigi Di Dato                          | 2.718                       | 24,99  | 698                     | 6,86   | 1      |       |
| Udeur                                | Luigi Di Dato                          | 2.718                       | 24,99  | 277                     | 2,72   | -      |       |
| Insieme per Cercola                  | Luigi Di Dato                          | 2.718                       | 24,99  | 220                     | 2,16   | -      |       |
| Italia dei Valori                    | Luigi Di Dato                          | 2.718                       | 24,99  | 56                      | 0,55   | -      |       |
| Comunisti Italiani                   | Luigi Di Dato                          | 2.718                       | 24,99  | 49                      | 0,48   | -      |       |
| Seggio al candidato sindaco          | Seggio al candidato sindaco            | Seggio al candidato sindaco | 24,99  | 1                       |        |        |       |
|                                      | Pasquale Tammaro                       | 1.465                       | 13,47  | Progetto Cercola        | 833    | 8,19   | -     |
| Seggio al candidato sindaco          | Seggio al candidato sindaco            | Seggio al candidato sindaco | 13,47  | 1                       |        |        |       |
| Totale                               | Totale                                 | 10.175                      | 100,00 |                         | 10.878 | 100,00 | 20    |

### Ischia
| Candidati                   | Candidati                               | Voti                        | %      | Liste                | Voti   | %      | Seggi |
| --------------------------- | --------------------------------------- | --------------------------- | ------ | -------------------- | ------ | ------ | ----- |
|                             | Giuseppe Brandi Accede al ballottaggio  | 5.304                       | 41,97  | Forza Italia         | 2.323  | 18,99  | 5     |
| Alleanza Nazionale          | Giuseppe Brandi Accede al ballottaggio  | 5.304                       | 41,97  | 1.653                | 13,52  | 4      |       |
| Unione di Centro            | Giuseppe Brandi Accede al ballottaggio  | 5.304                       | 41,97  | 1.388                | 11,35  | 3      |       |
| Marina dei Borbone          | Giuseppe Brandi Accede al ballottaggio  | 5.304                       | 41,97  | 105                  | 0,86   | -      |       |
|                             | Biagio Di Meglio Accede al ballottaggio | 3.917                       | 30,99  | Forza Ischia         | 1.135  | 9,28   | 1     |
| Movimento Democratico       | Biagio Di Meglio Accede al ballottaggio | 3.917                       | 30,99  | 1.123                | 9,18   | 1      |       |
| Solidarietà e Progresso     | Biagio Di Meglio Accede al ballottaggio | 3.917                       | 30,99  | 854                  | 6,98   | 1      |       |
| Rinnovamento per Ischia     | Biagio Di Meglio Accede al ballottaggio | 3.917                       | 30,99  | 782                  | 6,39   |        |       |
| Seggio al candidato sindaco | Seggio al candidato sindaco             | Seggio al candidato sindaco | 30,99  | 1                    |        |        |       |
|                             | Luigi Telese                            | 3.418                       | 27,04  | Fratellanza e Lavoro | 1.255  | 10,26  | 1     |
| Democratici di Sinistra     | Luigi Telese                            | 3.418                       | 27,04  | 792                  | 6,48   | 1      |       |
| La Margherita               | Luigi Telese                            | 3.418                       | 27,04  | 759                  | 6,21   | 1      |       |
| Comunisti Italiani          | Luigi Telese                            | 3.418                       | 27,04  | 61                   | 0,50   | -      |       |
| Seggio al candidato sindaco | Seggio al candidato sindaco             | Seggio al candidato sindaco | 27,04  | 1                    |        |        |       |
| Totale                      | Totale                                  | 12.230                      | 100,00 |                      | 12.639 | 100,00 | 20    |

### Marigliano
| Candidati                                                  | Candidati                   | Voti                        | %      | Liste                           | Voti   | %      | Seggi |
| ---------------------------------------------------------- | --------------------------- | --------------------------- | ------ | ------------------------------- | ------ | ------ | ----- |
|                                                            | Michele Nappi ✔️ Sindaco    | 10.565                      | 54,18  | Forza Italia                    | 5.156  | 27,36  | 6     |
| Forza Marigliano (Nuovo Psi-Partito Repubblicano Italiano) | Michele Nappi ✔️ Sindaco    | 10.565                      | 54,18  | 2.270                           | 12,05  | 3      |       |
| Alleanza Nazionale                                         | Michele Nappi ✔️ Sindaco    | 10.565                      | 54,18  | 1.856                           | 9,85   | 2      |       |
| Unione di Centro                                           | Michele Nappi ✔️ Sindaco    | 10.565                      | 54,18  | 1.152                           | 6,11   | 1      |       |
|                                                            | Antonio Maione              | 4.534                       | 23,25  | La Margherita                   | 2.373  | 12,59  | 2     |
| La Città che Vogliamo                                      | Antonio Maione              | 4.534                       | 23,25  | 1.033                           | 5,48   | 1      |       |
| Federazione dei Verdi                                      | Antonio Maione              | 4.534                       | 23,25  | 757                             | 4,02   | -      |       |
| Seggio al candidato sindaco                                | Seggio al candidato sindaco | Seggio al candidato sindaco | 23,25  | 1                               |        |        |       |
|                                                            | Pasquale Beneduce           | 4.402                       | 22,57  | Socialisti Democratici Italiani | 1.300  | 6,90   | 1     |
| Udeur                                                      | Pasquale Beneduce           | 4.402                       | 22,57  | 1.249                           | 6,63   | 1      |       |
| Democratici di Sinistra                                    | Pasquale Beneduce           | 4.402                       | 22,57  | 1.114                           | 5,91   | 1      |       |
| Rifondazione Comunista                                     | Pasquale Beneduce           | 4.402                       | 22,57  | 429                             | 2,28   | -      |       |
| Comunisti Italiani                                         | Pasquale Beneduce           | 4.402                       | 22,57  | 154                             | 0,82   | -      |       |
| Seggio al candidato sindaco                                | Seggio al candidato sindaco | Seggio al candidato sindaco | 22,57  | 1                               |        |        |       |
| Totale                                                     | Totale                      | 18.843                      | 100,00 |                                 | 19.501 | 100,00 | 20    |

### San Giorgio a Cremano
| Candidati                       | Candidati                      | Voti                        | %      | Liste                  | Voti   | %      | Seggi |
| ------------------------------- | ------------------------------ | --------------------------- | ------ | ---------------------- | ------ | ------ | ----- |
|                                 | Ferdinando Riccardi ✔️ Sindaco | 22.980                      | 72,37  | La Margherita          | 7.152  | 23,35  | 9     |
| Democratici di Sinistra         | Ferdinando Riccardi ✔️ Sindaco | 22.980                      | 72,37  | 3.938                  | 12,86  | 4      |       |
| Insieme per Riccardi            | Ferdinando Riccardi ✔️ Sindaco | 22.980                      | 72,37  | 2.576                  | 8,41   | 3      |       |
| Socialisti Democratici Italiani | Ferdinando Riccardi ✔️ Sindaco | 22.980                      | 72,37  | 2.304                  | 7,52   | 2      |       |
| Federazione dei Verdi           | Ferdinando Riccardi ✔️ Sindaco | 22.980                      | 72,37  | 2.168                  | 7,08   | 2      |       |
| Rinnovamento Italiano           | Ferdinando Riccardi ✔️ Sindaco | 22.980                      | 72,37  | 1.994                  | 6,51   | 2      |       |
| Comunisti Italiani              | Ferdinando Riccardi ✔️ Sindaco | 22.980                      | 72,37  | 1.565                  | 5,11   | 1      |       |
| Udeur                           | Ferdinando Riccardi ✔️ Sindaco | 22.980                      | 72,37  | 736                    | 2,40   | -      |       |
|                                 | Salvatore Galdieri             | 5.925                       | 18,66  | Forza Italia           | 2.382  | 7,78   | 2     |
| Alleanza Nazionale              | Salvatore Galdieri             | 5.925                       | 18,66  | 2.218                  | 7,24   | 2      |       |
| Unione di Centro                | Salvatore Galdieri             | 5.925                       | 18,66  | 1.292                  | 4,22   | 1      |       |
| Seggio al candidato sindaco     | Seggio al candidato sindaco    | Seggio al candidato sindaco | 18,66  | 1                      |        |        |       |
|                                 | Luciana Iuliana Cautela Marino | 2.080                       | 6,55   | Rifondazione Comunista | 1.297  | 4,24   | -     |
| Italia dei Valori               | Luciana Iuliana Cautela Marino | 2.080                       | 6,55   | 211                    | 0,69   | -      |       |
| Seggio al candidato sindaco     | Seggio al candidato sindaco    | Seggio al candidato sindaco | 6,55   | 1                      |        |        |       |
|                                 | Michele De Biasi               | 770                         | 2,42   | Nuovo Psi              | 790    | 2,58   | -     |
| Totale                          | Totale                         | 30.623                      | 100,00 |                        | 31.755 | 100,00 | 30    |

### San Giuseppe Vesuviano
| Candidati                       | Candidati                                        | Voti                        | %      | Liste                     | Voti   | %      | Seggi |
| ------------------------------- | ------------------------------------------------ | --------------------------- | ------ | ------------------------- | ------ | ------ | ----- |
|                                 | Antonio Agostino Ambrosio Accede al ballottaggio | 6.493                       | 37,19  | Forza Italia              | 3.625  | 21,70  | 8     |
| Democrazia Cristiana            | Antonio Agostino Ambrosio Accede al ballottaggio | 6.493                       | 37,19  | 1.061                     | 6,35   | 2      |       |
| Ancora                          | Antonio Agostino Ambrosio Accede al ballottaggio | 6.493                       | 37,19  | 671                       | 4,02   | 1      |       |
| Nuovo Psi-Cuore                 | Antonio Agostino Ambrosio Accede al ballottaggio | 6.493                       | 37,19  | 577                       | 3,45   | 1      |       |
|                                 | Ivan Pasquale Casillo Accede al ballottaggio     | 5.324                       | 30,49  | Alleanza Nazionale        | 2.833  | 16,96  | 2     |
| Unione di Centro                | Ivan Pasquale Casillo Accede al ballottaggio     | 5.324                       | 30,49  | 2.337                     | 13,99  | 2      |       |
| Uniti per San Giuseppe          | Ivan Pasquale Casillo Accede al ballottaggio     | 5.324                       | 30,49  | 1.027                     | 6,15   | -      |       |
| Seggio al candidato sindaco     | Seggio al candidato sindaco                      | Seggio al candidato sindaco | 30,49  | 1                         |        |        |       |
|                                 | Francesco Duraccio                               | 2.926                       | 16,76  | La Margherita             | 818    | 4,90   | 1     |
| Insieme per San Giuseppe        | Francesco Duraccio                               | 2.926                       | 16,76  | 653                       | 3,91   | -      |       |
| Socialisti Democratici Italiani | Francesco Duraccio                               | 2.926                       | 16,76  | 384                       | 2,30   | -      |       |
| Democratici di Sinistra         | Francesco Duraccio                               | 2.926                       | 16,76  | 370                       | 2,21   | -      |       |
| Federazione dei Verdi           | Francesco Duraccio                               | 2.926                       | 16,76  | 90                        | 0,54   | -      |       |
| Comunisti Italiani              | Francesco Duraccio                               | 2.926                       | 16,76  | 65                        | 0,39   | -      |       |
| Seggio al candidato sindaco     | Seggio al candidato sindaco                      | Seggio al candidato sindaco | 16,76  | 1                         |        |        |       |
|                                 | Aniello De Lorenzo                               | 2.717                       | 15,56  | Alleanza per San Giuseppe | 1.029  | 6,16   | -     |
| Udeur                           | Aniello De Lorenzo                               | 2.717                       | 15,56  | 496                       | 2,97   | -      |       |
| Democratici per L'Ulivo         | Aniello De Lorenzo                               | 2.717                       | 15,56  | 429                       | 2,57   | -      |       |
| Progresso e Libero              | Aniello De Lorenzo                               | 2.717                       | 15,56  | 241                       | 1,44   | -      |       |
| Seggio al candidato sindaco     | Seggio al candidato sindaco                      | Seggio al candidato sindaco | 15,56  | 1                         |        |        |       |
| Totale                          | Totale                                           | 16.706                      | 100,00 |                           | 17.460 | 100,00 | 20    |

### Sant'Anastasia
| Candidati                       | Candidati                     | Voti                        | %     | Liste         | Voti   | %     | Seggi |
| ------------------------------- | ----------------------------- | --------------------------- | ----- | ------------- | ------ | ----- | ----- |
|                                 | Vincenzo Iervolino ✔️ Sindaco | 10.173                      | 57,09 | La Margherita | 3.959  | 22,81 | 6     |
| Democratici di Sinistra         | Vincenzo Iervolino ✔️ Sindaco | 10.173                      | 57,09 | 1.895         | 10,92  | 3     |       |
| Socialisti Democratici Italiani | Vincenzo Iervolino ✔️ Sindaco | 10.173                      | 57,09 | 1.855         | 10,69  | 2     |       |
| Federazione dei Verdi           | Vincenzo Iervolino ✔️ Sindaco | 10.173                      | 57,09 | 757           | 4,36   | 1     |       |
| Rifondazione Comunista          | Vincenzo Iervolino ✔️ Sindaco | 10.173                      | 57,09 | 478           | 2,75   | -     |       |
| Udeur                           | Vincenzo Iervolino ✔️ Sindaco | 10.173                      | 57,09 | 473           | 2,72   | -     |       |
| Comunisti Italiani              | Vincenzo Iervolino ✔️ Sindaco | 10.173                      | 57,09 | 380           | 2,19   | -     |       |
|                                 | Salvatore Manfellotti         | 7.645                       | 42,91 | Forza Italia  | 3.395  | 19,56 | 4     |
| Unione di Centro                | Salvatore Manfellotti         | 7.645                       | 42,91 | 2.176         | 12,54  | 2     |       |
| Alleanza Nazionale              | Salvatore Manfellotti         | 7.645                       | 42,91 | 1.574         | 9,07   | 1     |       |
| Nuovo PSI                       | Salvatore Manfellotti         | 7.645                       | 42,91 | 417           | 2,40   | -     |       |
| Seggio al candidato sindaco     | Seggio al candidato sindaco   | Seggio al candidato sindaco | 42,91 | 1             |        |       |       |
| Totale                          | Totale                        | 17.359                      | 100   |               | 17.818 | 100   | 20    |

### Torre del Greco
| Candidati                            | Candidati                    | Voti                 | %     | Liste                                | Voti   | %     | Seggi |
| ------------------------------------ | ---------------------------- | -------------------- | ----- | ------------------------------------ | ------ | ----- | ----- |
|                                      | Valerio Ciavolino ✔️ Sindaco | 27.641               | 51,31 | Forza Italia                         | 10.184 | 19,65 | 10    |
| Alleanza Nazionale                   | Valerio Ciavolino ✔️ Sindaco | 27.641               | 51,31 | 5.948                                | 11,47  | 5     |       |
| Unione di Centro                     | Valerio Ciavolino ✔️ Sindaco | 27.641               | 51,31 | 3.382                                | 6,52   | 3     |       |
| Unione Democratica per la Repubblica | Valerio Ciavolino ✔️ Sindaco | 27.641               | 51,31 | 3.036                                | 5,86   | 2     |       |
| Nuovo PSI                            | Valerio Ciavolino ✔️ Sindaco | 27.641               | 51,31 | 2.333                                | 4,50   | 2     |       |
| Centro Democratico Unito per Torre   | Valerio Ciavolino ✔️ Sindaco | 27.641               | 51,31 | 2.251                                | 4,34   | 2     |       |
|                                      | Antonio Cutolo               | 20.884               | 38,77 | Democratici di Sinistra              | 4.536  | 8,75  | 3     |
| Popolari Liberi e Forti              | Antonio Cutolo               | 20.884               | 38,77 | 4.136                                | 7,98   | 1     |       |
| La Margherita                        | Antonio Cutolo               | 20.884               | 38,77 | 2.991                                | 5,77   | 2     |       |
| Socialisti Democratici Italiani      | Antonio Cutolo               | 20.884               | 38,77 | 2.527                                | 4,87   | 2     |       |
| Rinnovamento                         | Antonio Cutolo               | 20.884               | 38,77 | 2.358                                | 4,55   | 2     |       |
| Rifondazione Comunista               | Antonio Cutolo               | 20.884               | 38,77 | 1.241                                | 2,39   | 1     |       |
| Italia dei Valori                    | Antonio Cutolo               | 20.884               | 38,77 | 966                                  | 1,86   | -     |       |
| Federazione dei Verdi                | Antonio Cutolo               | 20.884               | 38,77 | 834                                  | 1,61   | -     |       |
| Comunisti Italiani                   | Antonio Cutolo               | 20.884               | 38,77 | 538                                  | 1,04   | -     |       |
| Seggio di coalizione                 | Seggio di coalizione         | Seggio di coalizione | 38,77 | 1                                    |        |       |       |
|                                      | Luigi Mennella               | 3.727                | 6,92  | Insieme per Torre                    | 1.524  | 2,94  | 1     |
| Partito Repubblicano Italiano        | Luigi Mennella               | 3.727                | 6,92  | 977                                  | 1,88   | -     |       |
| Unione per il Mare                   | Luigi Mennella               | 3.727                | 6,92  | 411                                  | 0,79   | -     |       |
| Seggio di coalizione                 | Seggio di coalizione         | Seggio di coalizione | 6,92  | 1                                    |        |       |       |
|                                      | Tommaso D'Ambrosio           | 995                  | 1,85  | Rinascita della Democrazia Cristiana | 991    | 1,91  | -     |
|                                      | Antonio Altiero              | 624                  | 1,16  | Il Faro per la Città                 | 673    | 1,30  | -     |
| Totale                               | Totale                       | 51.837               | 100   |                                      | 53.871 | 100   | 40    |

## Caserta

### Caserta
| Candidati                                        | Candidati                   | Voti                        | %     | Liste                           | Voti   | %     | Seggi |
| ------------------------------------------------ | --------------------------- | --------------------------- | ----- | ------------------------------- | ------ | ----- | ----- |
|                                                  | Luigi Falco ✔️ Sindaco      | 27.879                      | 53,70 | Unione di Centro                | 10.904 | 21,85 | 10    |
| Forza Italia                                     | Luigi Falco ✔️ Sindaco      | 27.879                      | 53,70 | 10.852                          | 21,75  | 10    |       |
| Alleanza Nazionale                               | Luigi Falco ✔️ Sindaco      | 27.879                      | 53,70 | 8.140                           | 16,31  | 7     |       |
| Partito Repubblicano Italiano                    | Luigi Falco ✔️ Sindaco      | 27.879                      | 53,70 | 960                             | 1,92   | -     |       |
| Partito Democratico Cristiano                    | Luigi Falco ✔️ Sindaco      | 27.879                      | 53,70 | 641                             | 1,28   | -     |       |
| Progetto Caserta                                 | Luigi Falco ✔️ Sindaco      | 27.879                      | 53,70 | 436                             | 0,87   | -     |       |
| Nuovo PSI                                        | Luigi Falco ✔️ Sindaco      | 27.879                      | 53,70 | 305                             | 0,61   | -     |       |
| Lega Sud Ausonia                                 | Luigi Falco ✔️ Sindaco      | 27.879                      | 53,70 | 12                              | 0,02   | -     |       |
|                                                  | Ubaldo Greco                | 19.968                      | 38,46 | Democratici di Sinistra         | 5.241  | 10,50 | 4     |
| La Margherita                                    | Ubaldo Greco                | 19.968                      | 38,46 | 4.200                           | 8,42   | 4     |       |
| Socialisti Democratici Italiani                  | Ubaldo Greco                | 19.968                      | 38,46 | 1.518                           | 3,04   | 1     |       |
| Partito della Rifondazione Comunista             | Ubaldo Greco                | 19.968                      | 38,46 | 1.345                           | 2,70   | 1     |       |
| Caserta Viva                                     | Ubaldo Greco                | 19.968                      | 38,46 | 1.200                           | 2,41   | 1     |       |
| Unione Democratici per l'Europa                  | Ubaldo Greco                | 19.968                      | 38,46 | 1.052                           | 2,11   | 1     |       |
| Italia dei Valori-Partito dei Comunisti Italiani | Ubaldo Greco                | 19.968                      | 38,46 | 528                             | 1,06   | -     |       |
| Seggio al candidato sindaco                      | Seggio al candidato sindaco | Seggio al candidato sindaco | 38,46 | 1                               |        |       |       |
|                                                  | Arturo Gigliofiorito        | 2.349                       | 4,52  | Federazione dei Verdi-Altri     | 1.343  | 2,69  | -     |
|                                                  | Giuseppe Cirillo            | 703                         | 1,35  | Forza Caserta                   | 246    | 0,49  | -     |
|                                                  | Giuseppe Iavazzo            | 633                         | 1,22  | Democratici Socialisti Liberali | 739    | 1,48  | -     |
|                                                  | Michele Falcone             | 381                         | 0,73  | Fiamma Tricolore                | 233    | 0,47  | -     |
| Totale                                           | Totale                      | 51.913                      | 100   |                                 | 49.895 | 100   | 40    |

### Aversa
| Candidati                            | Candidati                      | Voti                 | %     | Liste                                | Voti   | %     | Seggi |
| ------------------------------------ | ------------------------------ | -------------------- | ----- | ------------------------------------ | ------ | ----- | ----- |
|                                      | Domenico Ciaramella ✔️ Sindaco | 19.937               | 60,67 | Forza Italia                         | 7.514  | 23,58 | 8     |
| Unione di Centro                     | Domenico Ciaramella ✔️ Sindaco | 19.937               | 60,67 | 4.647                                | 14,58  | 5     |       |
| Progetto Democratico                 | Domenico Ciaramella ✔️ Sindaco | 19.937               | 60,67 | 4.211                                | 13,21  | 5     |       |
| Alleanza Nazionale                   | Domenico Ciaramella ✔️ Sindaco | 19.937               | 60,67 | 2.428                                | 7,62   | 2     |       |
| Democrazia Cristiana                 | Domenico Ciaramella ✔️ Sindaco | 19.937               | 60,67 | 1.116                                | 3,50   | 1     |       |
| Nuovo PSI-Lista Civica Normanni      | Domenico Ciaramella ✔️ Sindaco | 19.937               | 60,67 | 488                                  | 1,53   | -     |       |
| Rinascita della Democrazia Cristiana | Domenico Ciaramella ✔️ Sindaco | 19.937               | 60,67 | 390                                  | 1,22   | -     |       |
|                                      | Nicola Graziano                | 10.323               | 31,41 | Democratici di Sinistra              | 4.540  | 14,25 | 5     |
| Unione Democratica per la Repubblica | Nicola Graziano                | 10.323               | 31,41 | 1.947                                | 6,11   | 2     |       |
| Lista civica di Centro-sinistra      | Nicola Graziano                | 10.323               | 31,41 | 753                                  | 2,36   | -     |       |
| Socialisti Democratici Italiani      | Nicola Graziano                | 10.323               | 31,41 | 629                                  | 1,97   | -     |       |
| Comunisti Italiani                   | Nicola Graziano                | 10.323               | 31,41 | 618                                  | 1,94   | -     |       |
| Federazione dei Verdi                | Nicola Graziano                | 10.323               | 31,41 | 182                                  | 0,57   | -     |       |
| Italia dei Valori                    | Nicola Graziano                | 10.323               | 31,41 | 140                                  | 0,57   | -     |       |
| Seggio di coalizione                 | Seggio di coalizione           | Seggio di coalizione | 31,41 | 1                                    |        |       |       |
|                                      | Fiore Palmieri                 | 1.390                | 4,23  | Centro con Palmieri                  | 1.124  | 3,53  | -     |
| Seggio di coalizione                 | Seggio di coalizione           | Seggio di coalizione | 4,23  | 1                                    |        |       |       |
|                                      | Vittorio Savino                | 838                  | 2,55  | Partito della Rifondazione Comunista | 849    | 2,66  | -     |
|                                      | Francesco Pecorario            | 375                  | 1,14  | Movimento Rinascita Aversa           | 293    | 0,92  | -     |
| Totale                               | Totale                         | 31.869               | 100   |                                      | 32.863 | 100   | 30    |

### San Felice a Cancello
| Candidati                       | Candidati                    | Voti                 | %     | Liste                           | Voti   | %     | Seggi |
| ------------------------------- | ---------------------------- | -------------------- | ----- | ------------------------------- | ------ | ----- | ----- |
|                                 | Pasquale De Lucia ✔️ Sindaco | 5.741                | 53,66 | Lista civica di centro-sinistra | 2.729  | 26,23 | 6     |
| Lista civica di centro-sinistra | Pasquale De Lucia ✔️ Sindaco | 5.741                | 53,66 | 1.691                           | 16,25  | 4     |       |
| L'Ulivo                         | Pasquale De Lucia ✔️ Sindaco | 5.741                | 53,66 | 880                             | 8,46   | 2     |       |
|                                 | Vincenzo Della Torca         | 4.292                | 40,12 | Unione di Centro                | 2.098  | 20,17 | 3     |
| Forza Italia                    | Vincenzo Della Torca         | 4.292                | 40,12 | 1.382                           | 13,28  | 2     |       |
| Alleanza Nazionale              | Vincenzo Della Torca         | 4.292                | 40,12 | 1.188                           | 11,42  | 2     |       |
| Seggio di coalizione            | Seggio di coalizione         | Seggio di coalizione | 40,12 | 1                               |        |       |       |
|                                 | Roberto Malinconico          | 666                  | 6,22  | Rifondazione Comunista          | 436    | 4,19  | -     |
| Totale                          | Totale                       | 10.699               | 100   |                                 | 10.404 | 100   | 20    |

### Santa Maria Capua Vetere
| Candidati                            | Candidati                  | Voti                 | %     | Liste                           | Voti   | %     | Seggi |
| ------------------------------------ | -------------------------- | -------------------- | ----- | ------------------------------- | ------ | ----- | ----- |
|                                      | Vincenzo Iodice ✔️ Sindaco | 11.971               | 54,94 | Socialisti Democratici Italiani | 2.777  | 13,30 | 5     |
| La Margherita                        | Vincenzo Iodice ✔️ Sindaco | 11.971               | 54,94 | 2.611                           | 12,50  | 4     |       |
| Democratici di Sinistra              | Vincenzo Iodice ✔️ Sindaco | 11.971               | 54,94 | 2.289                           | 10,96  | 4     |       |
| Unità Democratica                    | Vincenzo Iodice ✔️ Sindaco | 11.971               | 54,94 | 1.815                           | 8,69   | 3     |       |
| Udeur                                | Vincenzo Iodice ✔️ Sindaco | 11.971               | 54,94 | 901                             | 4,32   | 1     |       |
| Movimento delle Libertà              | Vincenzo Iodice ✔️ Sindaco | 11.971               | 54,94 | 666                             | 3,19   | 1     |       |
| Comunisti Italiani                   | Vincenzo Iodice ✔️ Sindaco | 11.971               | 54,94 | 246                             | 1,18   | 1     |       |
| Federazione dei Verdi                | Vincenzo Iodice ✔️ Sindaco | 11.971               | 54,94 | 212                             | 1,02   | -     |       |
|                                      | Gennaro Ferriero           | 6.294                | 28,88 | Forza Italia                    | 3.264  | 15,63 | 5     |
| Unione di Centro                     | Gennaro Ferriero           | 6.294                | 28,88 | 1.294                           | 6,20   | 1     |       |
| Alleanza Nazionale                   | Gennaro Ferriero           | 6.294                | 28,88 | 971                             | 4,65   | 1     |       |
| Democrazia Cristiana                 | Gennaro Ferriero           | 6.294                | 28,88 | 533                             | 2,55   | -     |       |
| Rinascita Sammartana                 | Gennaro Ferriero           | 6.294                | 28,88 | 111                             | 0,53   | -     |       |
| Liberal                              | Gennaro Ferriero           | 6.294                | 28,88 | 50                              | 0,24   | -     |       |
| Seggio di coalizione                 | Seggio di coalizione       | Seggio di coalizione | 28,88 | 1                               |        |       |       |
|                                      | Giuseppe Antonio Stellato  | 3.525                | 16,18 | Cuore in Politica               | 1.262  | 6,04  | 2     |
| Progetto Città                       | Giuseppe Antonio Stellato  | 3.525                | 16,18 | 1.016                           | 4,87   | 1     |       |
| Partito della Rifondazione Comunista | Giuseppe Antonio Stellato  | 3.525                | 16,18 | 537                             | 2,57   | -     |       |
| Mani Pulite                          | Giuseppe Antonio Stellato  | 3.525                | 16,18 | 324                             | 1,55   | -     |       |
| Seggio di coalizione                 | Seggio di coalizione       | Seggio di coalizione | 16,18 | 1                               |        |       |       |
| Totale                               | Totale                     | 20.880               | 100   |                                 | 21.790 | 100   | 30    |

### Sessa Aurunca
| Candidati                                                                       | Candidati                               | Voti                 | %     | Liste                       | Voti   | %     | Seggi |
| ------------------------------------------------------------------------------- | --------------------------------------- | -------------------- | ----- | --------------------------- | ------ | ----- | ----- |
|                                                                                 | Elio Meschinelli Accede al ballottaggio | 6.564                | 43,07 | Democratici di Sinistra     | 1.810  | 12,30 | 4     |
| Socialisti Democratici Italiani                                                 | Elio Meschinelli Accede al ballottaggio | 6.564                | 43,07 | 1.779                       | 12,09  | 4     |       |
| Democratici per la Città                                                        | Elio Meschinelli Accede al ballottaggio | 6.564                | 43,07 | 1.639                       | 11,14  | 4     |       |
| Partito della Rifondazione Comunista-Federazione dei Verdi-Comunisti Italiani   | Elio Meschinelli Accede al ballottaggio | 6.564                | 43,07 | 389                         | 2,64   | -     |       |
|                                                                                 | Pietro Falco Accede al ballottaggio     | 4.857                | 31,87 | Cristiani Democratici Uniti | 1.655  | 11,25 | 1     |
| Alleanza Nazionale                                                              | Pietro Falco Accede al ballottaggio     | 4.857                | 31,87 | 1.527                       | 10,38  | 1     |       |
| Forza Sessa                                                                     | Pietro Falco Accede al ballottaggio     | 4.857                | 31,87 | 1.238                       | 8,41   | 1     |       |
| Fiamma Tricolore                                                                | Pietro Falco Accede al ballottaggio     | 4.857                | 31,87 | 126                         | 0,86   | -     |       |
| Seggio di coalizione                                                            | Seggio di coalizione                    | Seggio di coalizione | 31,87 | 1                           |        |       |       |
|                                                                                 | Bartolomeo Festa                        | 3.821                | 25,07 | Democratici Aurunci         | 1.785  | 12,13 | 2     |
| Cristiano Democratici Europei (Centro Cristiano Democratico-Democrazia Europea) | Bartolomeo Festa                        | 3.821                | 25,07 | 1.530                       | 10,40  | 1     |       |
| Udeur                                                                           | Bartolomeo Festa                        | 3.821                | 25,07 | 736                         | 5,00   | -     |       |
| Forza Italia                                                                    | Bartolomeo Festa                        | 3.821                | 25,07 | 502                         | 3,41   | -     |       |
| Seggio di coalizione                                                            | Seggio di coalizione                    | Seggio di coalizione | 25,07 | 1                           |        |       |       |
| Totale                                                                          | Totale                                  | 14.716               | 100   |                             | 15.242 | 100   | 20    |

## Salerno

### Agropoli
| Candidati                     | Candidati                               | Voti                 | %     | Liste                         | Voti   | %     | Seggi |
| ----------------------------- | --------------------------------------- | -------------------- | ----- | ----------------------------- | ------ | ----- | ----- |
|                               | Luigino Di Marco Accede al ballottaggio | 3.058                | 24,12 | La Margherita                 | 1.156  | 9,45  | 5     |
| Lista Di Marco                | Luigino Di Marco Accede al ballottaggio | 3.058                | 24,12 | 815                           | 6,66   | 4     |       |
| Democratici di Sinistra       | Luigino Di Marco Accede al ballottaggio | 3.058                | 24,12 | 495                           | 4,05   | 2     |       |
| Rifondazione Comunista        | Luigino Di Marco Accede al ballottaggio | 3.058                | 24,12 | 396                           | 3,24   | 1     |       |
| Democrazia Federalista        | Luigino Di Marco Accede al ballottaggio | 3.058                | 24,12 | 154                           | 1,26   | -     |       |
|                               | Antonio Scuderi Accede al ballottaggio  | 3.210                | 25,32 | Insieme per Agropoli          | 1.277  | 10,44 | 1     |
| Partito Democratico Cristiano | Antonio Scuderi Accede al ballottaggio  | 3.210                | 25,32 | 1.062                         | 8,68   | 1     |       |
| Laici e Riformisti            | Antonio Scuderi Accede al ballottaggio  | 3.210                | 25,32 | 482                           | 3,94   | -     |       |
| Per Guardare Lontano          | Antonio Scuderi Accede al ballottaggio  | 3.210                | 25,32 | 309                           | 2,53   | -     |       |
| Seggio di coalizione          | Seggio di coalizione                    | Seggio di coalizione | 25,32 | 1                             |        |       |       |
|                               | Paolo Serra                             | 2.559                | 20,19 | Lista Serra                   | 909    | 7,43  | 1     |
| Unione di Centro              | Paolo Serra                             | 2.559                | 20,19 | 856                           | 7,00   | 1     |       |
| Nuova Agropoli                | Paolo Serra                             | 2.559                | 20,19 | 830                           | 6,79   | -     |       |
| Seggio di coalizione          | Seggio di coalizione                    | Seggio di coalizione | 20,19 | 1                             |        |       |       |
|                               | Alferio Vaccaro                         | 2.061                | 16,26 | Forza Italia                  | 1.100  | 8,99  | 1     |
| Alleanza Nazionale            | Alferio Vaccaro                         | 2.061                | 16,26 | 716                           | 5,85   | -     |       |
| Azzurri per Agropoli          | Alferio Vaccaro                         | 2.061                | 16,26 | 138                           | 1,13   | -     |       |
| Seggio di coalizione          | Seggio di coalizione                    | Seggio di coalizione | 16,26 | 1                             |        |       |       |
|                               | Mario Angelo Pesca                      | 833                  | 6,57  | Forza Agropoli                | 304    | 2,49  | -     |
| Il Risveglio                  | Mario Angelo Pesca                      | 833                  | 6,57  | 282                           | 2,31   | -     |       |
| Noi con l'Europa              | Mario Angelo Pesca                      | 833                  | 6,57  | 163                           | 1,33   | -     |       |
|                               | Bruno Mautone                           | 699                  | 5,51  | Alleanza per Agropoli         | 475    | 3,88  | -     |
| Forza della Libertà           | Bruno Mautone                           | 699                  | 5,51  | 87                            | 0,71   | -     |       |
|                               | Giancarlo Pizza                         | 256                  | 2,02  | Partito Repubblicano Italiano | 225    | 1,84  | -     |
| Totale                        | Totale                                  | 12.231               | 100   |                               | 12.676 | 100   | 20    |

### Battipaglia
| Candidati                                                                             | Candidati                                 | Voti                 | %     | Liste                           | Voti   | %     | Seggi |
| ------------------------------------------------------------------------------------- | ----------------------------------------- | -------------------- | ----- | ------------------------------- | ------ | ----- | ----- |
|                                                                                       | Alfredo Liguori Accede al ballottaggio    | 15.911               | 48,30 | Forza Italia                    | 6.899  | 21,59 | 8     |
| Unione di Centro                                                                      | Alfredo Liguori Accede al ballottaggio    | 15.911               | 48,30 | 3.307                           | 10,35  | 4     |       |
| Azzurri per Battipaglia                                                               | Alfredo Liguori Accede al ballottaggio    | 15.911               | 48,30 | 3.231                           | 10,11  | 3     |       |
| Alleanza Nazionale                                                                    | Alfredo Liguori Accede al ballottaggio    | 15.911               | 48,30 | 2.284                           | 7,15   | 2     |       |
| Uniti per Battipaglia (Partito Repubblicano Italiano-Nuovo PSI-Democrazia Cristiana)  | Alfredo Liguori Accede al ballottaggio    | 15.911               | 48,30 | 1.177                           | 3,68   | 1     |       |
| Gioventù Battipagliese                                                                | Alfredo Liguori Accede al ballottaggio    | 15.911               | 48,30 | 261                             | 0,81   | -     |       |
| Fiamma Tricolore                                                                      | Alfredo Liguori Accede al ballottaggio    | 15.911               | 48,30 | 66                              | 0,21   | -     |       |
|                                                                                       | Giovanni Capodanno Accede al ballottaggio | 8.727                | 26,49 | Democratici di Sinistra         | 2.421  | 7,58  | 2     |
| Udeur                                                                                 | Giovanni Capodanno Accede al ballottaggio | 8.727                | 26,49 | 1.564                           | 4,89   | 1     |       |
| Democrazia e Solidarietà                                                              | Giovanni Capodanno Accede al ballottaggio | 8.727                | 26,49 | 1.288                           | 4,03   | 1     |       |
| Rifondazione Comunista                                                                | Giovanni Capodanno Accede al ballottaggio | 8.727                | 26,49 | 901                             | 2,82   | 1     |       |
| La Margherita                                                                         | Giovanni Capodanno Accede al ballottaggio | 8.727                | 26,49 | 472                             | 1,48   | 1     |       |
| Lavoro Ambiente Legalità (Federazione dei Verdi-Comunisti Italiani-Italia dei Valori) | Giovanni Capodanno Accede al ballottaggio | 8.727                | 26,49 | 382                             | 1,20   | -     |       |
| Seggio di coalizione                                                                  | Seggio di coalizione                      | Seggio di coalizione | 26,49 | 1                               |        |       |       |
|                                                                                       | Enrico Garofano                           | 6.577                | 19,96 | Zara per Battipaglia            | 2.877  | 9,00  | 3     |
| Battipaglia Libera                                                                    | Enrico Garofano                           | 6.577                | 19,96 | 1.560                           | 4,88   | 1     |       |
| Alleanza Sociale                                                                      | Enrico Garofano                           | 6.577                | 19,96 | 1.143                           | 3,58   | 1     |       |
| Socialisti Riformisti                                                                 | Enrico Garofano                           | 6.577                | 19,96 | 680                             | 2,13   | -     |       |
| Seggio di coalizione                                                                  | Seggio di coalizione                      | Seggio di coalizione | 19,96 | 1                               |        |       |       |
|                                                                                       | Renato Santese                            | 905                  | 2,75  | Democrazia Federalista Campania | 493    | 1,54  | -     |
| Democrazia Federalista Battipaglia                                                    | Renato Santese                            | 905                  | 2,75  | 364                             | 1,14   | -     |       |
|                                                                                       | Luigi Restaino                            | 824                  | 2,50  | Socialisti Democratici Italiani | 584    | 1,83  | -     |
| Totale                                                                                | Totale                                    | 31.952               | 100   |                                 | 32.954 | 100   | 30    |

### Nocera Inferiore
| Candidati                                                                             | Candidati                             | Voti                 | %     | Liste                      | Voti   | %     | Seggi |
| ------------------------------------------------------------------------------------- | ------------------------------------- | -------------------- | ----- | -------------------------- | ------ | ----- | ----- |
|                                                                                       | Antonio Romano Accede al ballottaggio | 12.544               | 40,42 | La Margherita              | 3.334  | 11,34 | 5     |
| Udeur                                                                                 | Antonio Romano Accede al ballottaggio | 12.544               | 40,42 | 3.120                      | 10,61  | 4     |       |
| Democrazia Federalista Campania                                                       | Antonio Romano Accede al ballottaggio | 12.544               | 40,42 | 2.677                      | 9,11   | 4     |       |
| Democratici di Sinistra                                                               | Antonio Romano Accede al ballottaggio | 12.544               | 40,42 | 2.114                      | 7,19   | 3     |       |
| Socialisti Democratici Italiani                                                       | Antonio Romano Accede al ballottaggio | 12.544               | 40,42 | 1.203                      | 4,09   | 1     |       |
| Rifondazione Comunista                                                                | Antonio Romano Accede al ballottaggio | 12.544               | 40,42 | 1.136                      | 3,86   | 1     |       |
| Lavoro,Ambiente,Legalità (Federazione dei Verdi-Comunisti Italiani-Italia dei Valori) | Antonio Romano Accede al ballottaggio | 12.544               | 40,42 | 475                        | 1,62   | -     |       |
|                                                                                       | Aldo Di Vito Accede al ballottaggio   | 9.194                | 29,62 | Alleanza per Nocera        | 4.354  | 14,81 | 3     |
| Il Centro                                                                             | Aldo Di Vito Accede al ballottaggio   | 9.194                | 29,62 | 1.709                      | 5,81   | 1     |       |
| Seggio di coalizione                                                                  | Seggio di coalizione                  | Seggio di coalizione | 29,62 | 1                          |        |       |       |
|                                                                                       | Fiorentino De Nicola                  | 8.097                | 26,09 | Forza Italia               | 3.341  | 11,37 | 2     |
| Alleanza Nazionale                                                                    | Fiorentino De Nicola                  | 8.097                | 26,09 | 2.732                      | 9,29   | 2     |       |
| Unione di Centro                                                                      | Fiorentino De Nicola                  | 8.097                | 26,09 | 2.274                      | 7,74   | 2     |       |
| Fiamma Tricolore                                                                      | Fiorentino De Nicola                  | 8.097                | 26,09 | 61                         | 0,21   | -     |       |
| Partito Repubblicano Italiano                                                         | Fiorentino De Nicola                  | 8.097                | 26,09 | 24                         | 0,08   | -     |       |
| Seggio di coalizione                                                                  | Seggio di coalizione                  | Seggio di coalizione | 26,09 | 1                          |        |       |       |
|                                                                                       | Francesco D'Angelo                    | 751                  | 2,42  | Nuovo PSI-Patto per l'Agro | 525    | 1,79  | -     |
|                                                                                       | Ciro Annunziata                       | 449                  | 1,45  | Per il Nuovo Municipio     | 316    | 1,08  | -     |
| Totale                                                                                | Totale                                | 29.395               | 100   |                            | 31.035 | 100   | 30    |

### Pagani
| Candidati                                            | Candidati                   | Voti                 | %     | Liste                   | Voti   | %     | Seggi |
| ---------------------------------------------------- | --------------------------- | -------------------- | ----- | ----------------------- | ------ | ----- | ----- |
|                                                      | Alberico Gambino ✔️ Sindaco | 12.546               | 57,06 | Forza Italia            | 4.897  | 22,68 | 7     |
| Unione di Centro                                     | Alberico Gambino ✔️ Sindaco | 12.546               | 57,06 | 3.198                   | 14,81  | 5     |       |
| Alleanza Nazionale                                   | Alberico Gambino ✔️ Sindaco | 12.546               | 57,06 | 2.306                   | 10,68  | 3     |       |
| Azzurri                                              | Alberico Gambino ✔️ Sindaco | 12.546               | 57,06 | 2.027                   | 9,39   | 3     |       |
| Nuovo PSI                                            | Alberico Gambino ✔️ Sindaco | 12.546               | 57,06 | 137                     | 0,63   | -     |       |
|                                                      | Vincenzo Calabrese          | 8.916                | 40,55 | Democratici di Sinistra | 3.023  | 14,00 | 4     |
| Udeur                                                | Vincenzo Calabrese          | 8.916                | 40,55 | 2.167                   | 10,04  | 3     |       |
| La Margherita                                        | Vincenzo Calabrese          | 8.916                | 40,55 | 1.597                   | 7,40   | 2     |       |
| Socialisti Democratici Italiani-Repubblicani Europei | Vincenzo Calabrese          | 8.916                | 40,55 | 1.321                   | 6,12   | 2     |       |
| Rifondazione Comunista                               | Vincenzo Calabrese          | 8.916                | 40,55 | 442                     | 2,05   | -     |       |
| Italia dei Valori                                    | Vincenzo Calabrese          | 8.916                | 40,55 | 201                     | 0,93   | -     |       |
| Seggio di coalizione                                 | Seggio di coalizione        | Seggio di coalizione | 40,55 | 1                       |        |       |       |
|                                                      | Gerardo Torre               | 527                  | 2,40  | Fiamma Tricolore        | 278    | 1,29  | -     |
| Totale                                               | Totale                      | 21.594               | 100   |                         | 21.989 | 100   | 30    |